# Arrondissement di Chalon-sur-Saône
L'arrondissement di Chalon-sur-Saône è una suddivisione amministrativa francese, situata nel dipartimento della Saona e Loira e nella regione della Borgogna-Franca Contea.

## Composizione
L'arrondissement di Chalon-sur-Saône raggruppa 151 comuni in 15 cantoni:
- cantone di Buxy
- cantone di Chagny
- cantone di Chalon-sur-Saône-Centre
- cantone di Chalon-sur-Saône-Nord
- cantone di Chalon-sur-Saône-Ovest
- cantone di Chalon-sur-Saône-Sud
- cantone di Givry
- cantone di Mont-Saint-Vincent
- cantone di Montceau-les-Mines-Nord
- cantone di Montceau-les-Mines-Sud
- cantone di Montchanin
- cantone di Saint-Germain-du-Plain
- cantone di Saint-Martin-en-Bresse
- cantone di Sennecey-le-Grand
- cantone di Verdun-sur-le-Doubs